# Istoria Belgiei
| Istoria statelor Benelux                                                                             | Istoria statelor Benelux                                                                             | Istoria statelor Benelux               | Istoria statelor Benelux              | Istoria statelor Benelux              | Istoria statelor Benelux              |
| --- | --- | -------------------------------------- | ------------------------------------- | ------------------------------------- | ------------------------------------- |
| Belgia actuală                                                                                       | Belgia actuală                                                                                       | Belgia actuală                         | Belgia actuală                        | Luxemburg                             | Olanda                                |
| Imperiul Carolingian circa 800-843                                                                   | |                                        |                                       |                                       |                                       |
| | | Comitatul Flandra secolul IX-1386      | Lotharingia Inferioară secolele X-XIV | Lotharingia Inferioară secolele X-XIV | Lotharingia Inferioară secolele X-XIV |
| Principatul episcopal Liège + Abația Stavelot- Malmedy + Ducatul Bouillon din secolul X până în 1795 | Principatul episcopal Liège + Abația Stavelot- Malmedy + Ducatul Bouillon din secolul X până în 1795 | Comitatul Flandra secolul IX-1386      |                                       | Comitatul Luxemburg 963-1384          |                                       |
| Principatul episcopal Liège + Abația Stavelot- Malmedy + Ducatul Bouillon din secolul X până în 1795 | Principatul episcopal Liège + Abația Stavelot- Malmedy + Ducatul Bouillon din secolul X până în 1795 | Țările de Jos Burgunde                 | Țările de Jos Burgunde                | apoi Ducatul Luxemburg 1384-1443      |                                       |
| Principatul episcopal Liège + Abația Stavelot- Malmedy + Ducatul Bouillon din secolul X până în 1795 | Principatul episcopal Liège + Abația Stavelot- Malmedy + Ducatul Bouillon din secolul X până în 1795 | 1384–1482                              |                                       |                                       |                                       |
| Principatul episcopal Liège + Abația Stavelot- Malmedy + Ducatul Bouillon din secolul X până în 1795 | Principatul episcopal Liège + Abația Stavelot- Malmedy + Ducatul Bouillon din secolul X până în 1795 | Cele Șaptesprezece Provincii 1482–1556 |                                       |                                       |                                       |
| Principatul episcopal Liège + Abația Stavelot- Malmedy + Ducatul Bouillon din secolul X până în 1795 | Principatul episcopal Liège + Abația Stavelot- Malmedy + Ducatul Bouillon din secolul X până în 1795 | Țările de Jos Spaniole 1581–1713       | Țările de Jos Spaniole 1581–1713      | Țările de Jos Spaniole 1581–1713      | Provinciile Unite 1581–1795           |
| Principatul episcopal Liège + Abația Stavelot- Malmedy + Ducatul Bouillon din secolul X până în 1795 | Principatul episcopal Liège + Abația Stavelot- Malmedy + Ducatul Bouillon din secolul X până în 1795 | Țările de Jos austriece 1713–1799      |                                       |                                       | Provinciile Unite 1581–1795           |
| | Statele Unite Belgiene 1790                                                                          |                                        |                                       |                                       | Provinciile Unite 1581–1795           |
| | |                                        |                                       |                                       | Provinciile Unite 1581–1795           |
| Republica Franceză 1795–1804                                                                         | Republica Franceză 1795–1804                                                                         | Republica Franceză 1795–1804           | Republica Franceză 1795–1804          | Republica Franceză 1795–1804          | Republica Batavă 1795–1806            |
| Imperiul Francez 1804–1815                                                                           | |                                        |                                       |                                       | Republica Batavă 1795–1806            |
| Regatul Olandei 1806–1810                                                                            | |                                        |                                       |                                       |                                       |
| | |                                        |                                       |                                       |                                       |
| Regatul Unit al Țărilor de Jos 1815–1830                                                             | |                                        |                                       |                                       |                                       |
| | |                                        |                                       |                                       |                                       |
| Regatul Belgiei din 1830                                                                             | Regatul Belgiei din 1830                                                                             | Regatul Belgiei din 1830               | Regatul Belgiei din 1830              | Marele Ducat de Luxemburg din 1839    | Regatul Țărilor de Jos din 1830       |
| Această infocasetă: v • d • m                                                                        | |                                        |                                       |                                       |                                       |

Istoria Belgiei este în mod tradițional divizată în două mari etape. Pe de o parte acea a teritoriilor care au format înainte de 1830 Regatul Belgiei și pe de altă partea cea a statului independent belgian existent începând cu această dată.
Diverse națiuni și culturi au ocupat teritoriul de astăzi al Regatului Belgiei, de la celți și romani până la francezi și olandezi. Regiunea a fost incorporată în Imperiul Roman în timpul campaniei lui Cezar din Galia. După valurile migratoare din  secolul al V-lea regiunea devine centrul Imperiului Carolingian iar după dezmembrarea acestuia, statele feudale apărute în regiune sunt unite treptat în Țările de Jos Burgunde. În timpul domniei lui Carol Quintul acestea ocupă mare parte din teritoriul actualului Benelux. Până în secolul al XVIII-lea Țările de Jos de sud se află sub dominația spaniolă și apoi habsburgică, iar în 1795, sunt incorporate în Prima Republică Franceză. La prăbușirea Imperiului Napoleonian teritoriul actualei Belgii și al Luxemburgului sunt atașate unui nou stat, Regatul Unit al Țărilor de Jos, un regat protestant condus de un rege olandez. În 1830 izbucnește o revoltă împotriva regimului acestuia care va duce la independența Belgiei. Pentru a evita intrarea acesteia sub dominația Franței, Marile Puteri decid instaurarea unui rege terț, Leopold de Saxa-Coburg-Gotha, provenit dintr-o familie de prinți germani. Belgia își impune o politică de neutralitate, politică nerespectată de către puterile beligerante în cele două războaie mondiale. În 1949, în fața noului context mondial, Belgia decide să pună capăt acestei politici și devine unul dintre membrii fondatori ai OTAN. De asemenea participă activ în cadrul uniunii economice Benelux și este unul dintre membrii fondatori ai Uniunii Europene.

## Generalități
Istoria Belgiei este puternic legată de cea a celorlalte state Benelux. Teritoriile situate între viitoarele state Franța și Germania au fost treptat grupate într-un singur stat de către Ducii de Burgundia între 1384 și 1443. Aceste teritorii sunt deseori numite Țările de Jos sau Belgica în latină, după numele vechii provincii romane.
În secolul al XVI-lea, în urma Reformei Protestante, provinciile din nord devin independente. Din acest moment se pot distinge regiunile:
- Țările de Jos de Nord : Stat independent protestant (Provinciile Unite); actuala Olandă.
- Țările de Jos de sud : Stat catolic, guvernat de suveran străini până în 1789 (dinastia Habsburg, întâi ramura spaniolă și mai târziu cea austriacă). Între 1789 și 1830 aceste teritorii intră sub dominație franceză apoi olandeză, înainte de a deveni independente sub numele de Belgia. În 1839, o parte din Belgia, formează un nou stat independent: Marele Ducat de Luxemburg.

O serie de teritorii, ca de exemplu Principatul Liège aflate pe teritoriul actualei Belgii, au o istorie independentă de cea a Țărilor de Jos (de Nord sau de Sud), până la integrarea lor în statul francez în 1795.

## Preistorie și antichitate
Primele urme ale prezenței umane pe teritoriul actual al Belgiei au peste 800.000 ani și au fost găsite la Hallembaye, în provincia Liège). Grota de la Spy păstrează urmele omului de Neanderthal care a populat teritoriile până la apariția lui Homo sapiens în jurul anilor 30.000 î.Hr. Primele vestigii ale Neoliticului au fost identificate la Spiennes unde se găsea o mină de silex. Primele vestigii ale Epocii Bronzului datează din 1750 î.Hr.. Începând cu anii 500 î.Hr. regiunea a fost ocupată de triburi celte care desfășoară comerț cu regiunea mediterană astfel că în aproximativ 150 î.Hr. primele monede celte își fac apariția.
Primul nume al locuitorilor este Belgi (după care actuala Belgie este numită). Aceștia sunt o populație celtică ce locuiesc în nordul Galiei, dar distincția dintre aceștia și galii din sud este disputată. Cezar se referă la aceștia în cronicile sale Commentarii de Bello Gallico, numindu-i cei mai puternici dintre gali: "Horum omnium fortissimi sunt Belgæ". Acesta petrece aici cinci ani, perioadă care i-a fost necesară pentru a-i învinge. Teritoriul a fost cucerit și încorporat Imperiului Roman în același timp cu restul Galiei, devenind provincia romană Galia Belgica. Provincia era mult mai întinsă decât actuala Belgie, aceasta ocupând și mare parte din nordul Franței și vestul Elveției. Principalele sale orașe erau Nemetacum (Arras), Divodurum (Metz), Bagacum (Bavay), Aduatuca (Tongeren), Durocorturum (Reims). Provincia Germania Inferior ocupa aproximativ restul teritoriilor Țărilor de Jos, principalel orașe fiind Traiectum ad Mosam (Maastricht), Ulpia Noviomagus (Nijmegen), Colonia Ulpia Trajana (Xanten) și Colonia Agrippina (Köln).
Prezența romană aduce cu ea patru secole de pace și prosperitate. Frontierele sunt păzite în fața triburilor germanice de numeroase legiuni, iar principalele așezări sunt legate între ele prin drumuri amenajate. Limba latină, inițial folosită în administrație, comerț și armată, devine treptat limba populară înlocuind dialectele celtice. Începând cu secolul al III-lea creștinismul se impune în regiune, odată cu fondarea unui episcopat la Tongeren.

## Evul Mediu

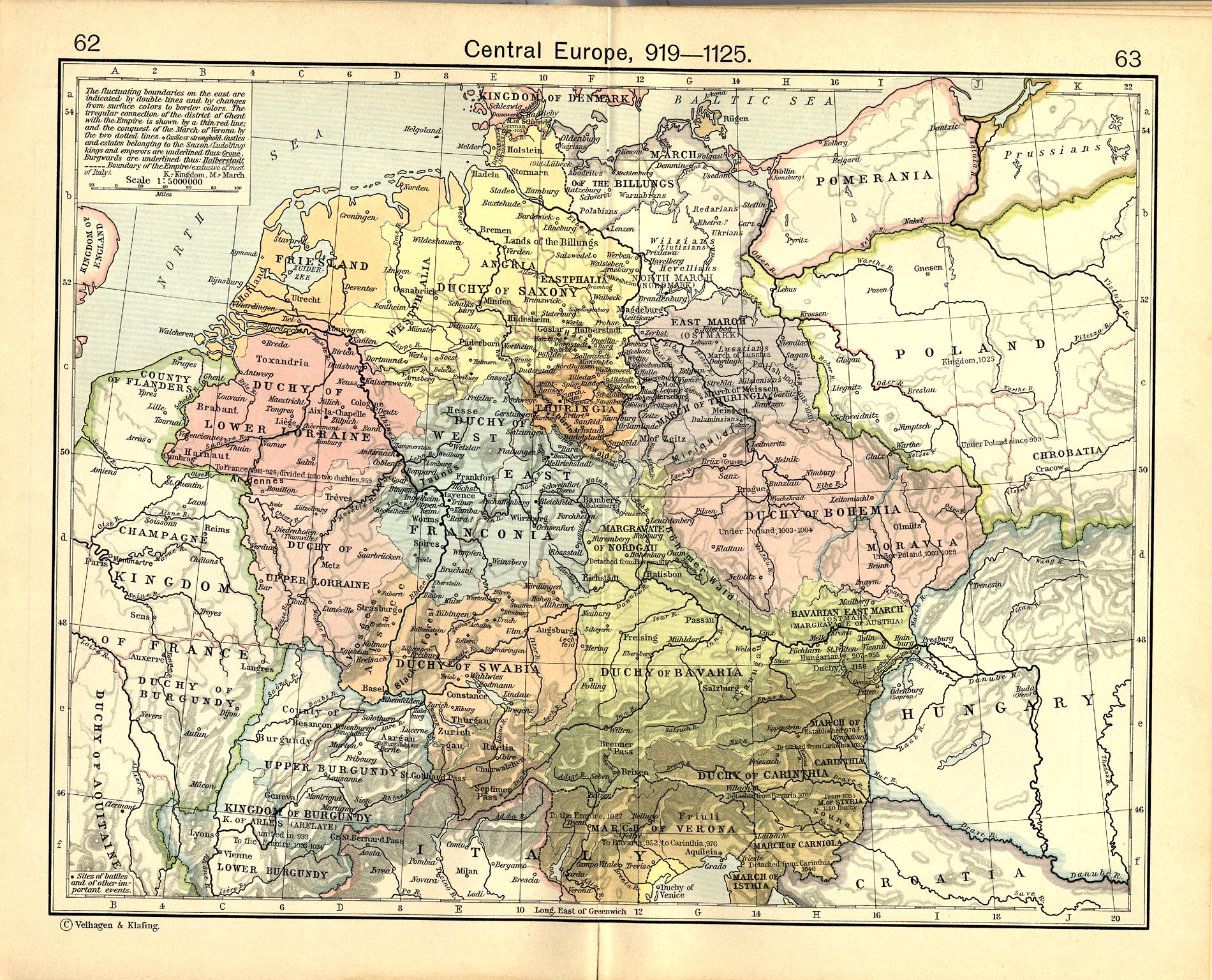
Europa de vest între 919 și 1125

După marile invazii din secolul al V-lea, regiunea devine centrul primului regat franc, a cărui capitală este Tournai. În jurul anului 500, Clovis, regele Francilor, este botezat și mută capitala la Paris. Regiunea este creștinată masiv începând cu anul 630. În timpul lui Carol cel Mare valea râului Meuse este centrul Imperiului Carolingian. În urma Tratatului de la Verdun de la moartea acestuia, regiunea este împărțită între regatele lui Carol cel Pleșuv (comitatul Flandra) și Lothar de-a lungul râului Escaut.
După incorporarea Lotaringiei în Sfântul Imperiu Romano-German, pe teritoriul actualei Belgii se dezvoltă fiefuri cvasi-independente: Ducatul Brabant, Ducatul Limburg, Ducatul Luxemburg, Comitatul Hainaut, Comitatul Namur și Principatul Liège. În vest, Comitatul Flandra, cu toate că este un vasal al regelui Franței nu se află sub autoritatea acestuia.
Începând din secolul al X-lea numeroase orașe se dezvoltă, în principal în Flandra și de-a lungul râului Meuse. Industria și comerțul, printre altele cu Liga Hanseatică, se dezvoltă, regiunea fiind, împreună cu Italia, una dintre centrele economiei europene. Principalele orașe sunt Bruges, Gent, Ypres și Tournai în vest și Huy, Namur, Dinant și Liège în est. Centrul actualei belgii rămâne pâna la sfârșitul secolului o regiune predominant rurală, orașele din Brabant Bruxelles, Louvain și Malines extinzându-se doar la sfârșitul secolului.
Până în 1300 dezvoltarea economică este alimentată de o conjunctură economică favorabilă. Orașele se extind, deseori o a doua centură de fortificații fiind necesară. Expansiunea este frânată în secolul al XIV-lea datorită numeroaselor crize și epidemii de ciumă, în majoritatea orașelor numărul locuitorilor scăzând. Majoritatea orașelor au regăsit nivelul populației din 1300 abia în secolul al XIX-lea.

## Țările de Jos: 1384 - 1795

Harta Țărilor de Jos Burgunde în 1477, în nuanțe de portocaliu.

### Țările de Jos Burgunde
Informații suplimentare: Țările de Jos Burgunde
La sfârșitul războiului de o sută de ani teritoriile actualei Belgii, cu excepția Principatului Liège, intră sub dominația Ducilor de Burgundia. La moartea lui Carol cel Curajos în 1477, teritoriile burgunde sunt partajate între Regatul Franței și Sfântul Imperiu Romano-German, Țările de Jos intrând astfel în posesia dinastiei de Habsburg. Carol Quintul se naște în 1500 la Gent și este moștenitor în același timp al Imperiului Habsburgic și al Spaniei. Acesta se consideră a fi flamand și burgund și reușește extinderea Țărilor de Jos la 17 provincii, din Firzia în nord pâna în Flandra și Luxemburg în sud. La moartea acestuia, în urma partiției domeniilor sale între fratele și fiul său, Țările de Jos revin regelui Spaniei, Filip al II-lea, și vor fi numite de aici înainte Țările de Jos Spaniole.
În această perioadă, orașul Anvers devansează orașul Bruges ca importanță economică. Aceasta se datorează în parte colmatării râului Zwin, cât și diverselor interese politice și economice. Anvers devine astfel una dintre capitalele economice și financiare din nord-vestul Europei.

### Țările de Jos Spaniole
Informații suplimentare: Țările de Jos Spaniole
Sub Filip al II-lea, șapte provincii din nord convertite la calvinism se revoltă și în 1556 își obțin independența sub numele de Provinciile Unite. Teritoriile actualei Belgii, precum și o serie de provincii din sudul actualei Olande, rămân posesii spaniole, aceștia eliminând treptat mișcările protestante din regiune. Aceste conflicte afectează puternic orașul Anvers care își pierde supremația economică, majoritatea populației plecând fie spre Provinciile Unite, fie spre Sfântul Imperiu Romano-Germanic. Foarte repede orașul Amsterdam devine în locul Anvers-ului un centru comercial și economic important.
În secolul al XVII-lea, războaiele dintre Franța pe de o parte și Spania și Provinciile Unite pe de altă parte, desenează marte parte a frontierei actuale franco-belgiene. Tratatul de la Utrecht din 1713 de la sfârșitul Războiul de Succesiune a Spaniei marchează sfârșitul dinastiei Habsburg în Spania, Țările de Jos de Sud rămânand însă sub controlul acesteia, însă prin intermediul ramurii austriece. Armata olandeză care controla teritoriile le cedează controlul acestora austriecilor, teritoriile devenind Țările de Jos Austriece.

### Țările de Jos Austriece
Informații suplimentare: Țările de Jos Austriece

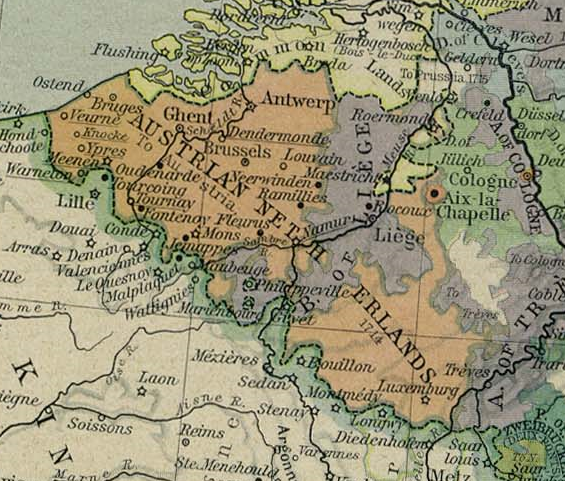
Țările de Jos Austriece în 1786, separate de Principatul Liège.

Țările de Jos de sud, denumite din ce în ce mai des în franceză Țările belgiene (Pays belgiques), formează un stat federal format dintr-o serie de provincii semi-autonome, guvernate de către Habsburgi de la Viena. Inițial aceștia preiau instituțiile centrale spaniole de la Bruxelles iar sub regimul Mariei Tereza statul suferă o serie de reforme de centralizare a puterilor. Regiunea cunoaște o dezvoltare a industriilor, minieră în Hainaut și textilă la Gent iar pe plan intelectual și cultural perioada este marcată de deschiderea Academiei regale de științe și litere la Bruxelles.
Până în 1740, limba spaniolă este în continuare utilizată în Consiliul Suprem al Țărilor de Jos de la Viena. Acest consiliu devine în 1757 "Biroul Belgian" din cadrul cancelariei austriece, iar în teritoriu, odată cu centralizarea, limba franceză devine din ce în ce mai utilizată, în detrimentul limbilor populare. Actele oficiale sunt totuși redactate în limba regiunii.

## Principatul Liège: 985 - 1795
Informații suplimentare: Principatul Liège
Principatul Liège, sau Principatul Episcopal Liège, are în mare paret a acestei perioade o existență cvasi-independentă. Acesta era un stat din cadrul Cercului Renano-Westfalian de Jos din cadrul Sfântului Imperiu Romano-German. Era condus de către un Prinț-episcop ce rezida în Liège. Cuprindea mare parte din provinciile actuale belgiene Liège și Limburg, precum și o serie de exclave în alte părți ale Belgiei și Olandei. Principatul nu a făcut pate din cele 17 provincii ale Țărilor de Jos burgunde și nici din Țările de Jos Spaniole, dar politica acestuia era puternic influențată de către Ducele de Burgundia sau de către casa de Habsburg.

## Revoluțiile: 1789 - 1830

### Revoluția din Liège

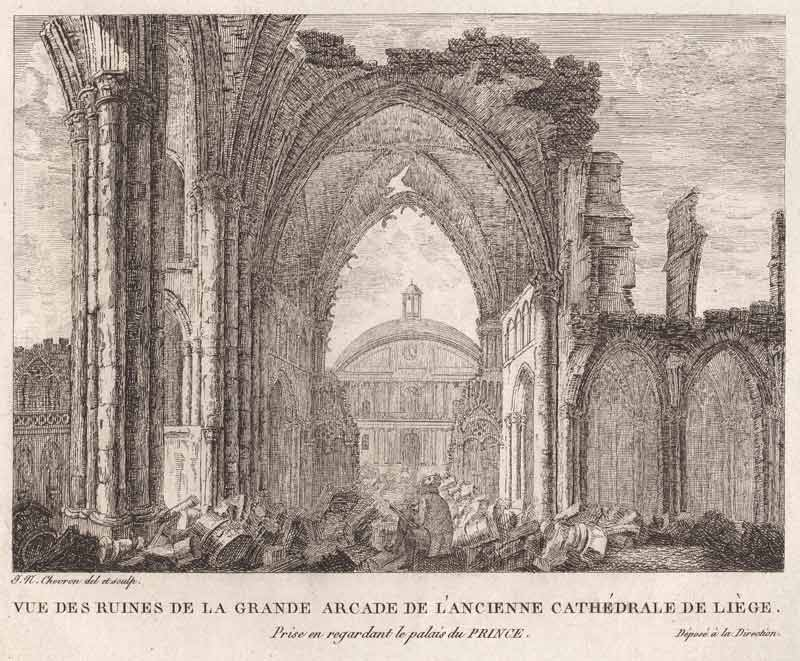
Distrugerea catedralei Saint-Lambert din Liège

Revoluția din Liège (franceză Révolution liégeoise, valonă Revolucion lidjwesse sauBinamêye revolucion) este perioada dintre 1789 și 1795, perioadă ce va antrena dispariția Principatului Liège după 8 secole de existență.
Conform unor istorici, Revoluția din Liège a fost o imitare a Revoluției Franceze sau chiar a fost parte din aceasta. Astfel Revoluția a început simultan cu cea franceză, a continuat după întoarcerea temporară a principelui; a cunoscut o a doua fază odată cu intervenția trupelor revoluționare franceze în 1792 și o a treia fază odată cu revenirea francezilor în 1794. Astfel revoluția ia sfârșit în 1795 odată cu abolirea principatului și cu incorporarea teritoriului în Republica Franceză.
Conform altor istorici, revoluția a avut loc în perioada absenței principelui-episcop, între plecarea acestuia în noaptea dintre 26 - 27 august 1789 pâna la întoarcerea acestuia pe data de 12 februarie 1791. Astfel Revoluția a fost o parte a Revoluției Barbasone desfășurată în Țările de Jos Austriece, revoluție eșuată. Cu toate acestea, scopul revoluției din Liège este unul progresist, menit să genereze schimbări profunde de ordin social și politic, în timp ce Revoluția barbasonă este o contestare a reformelor progresive ale lui Iosif al II-lea.

### Revoluția barbasonă și Statele Unite Belgiene
Informații suplimentare: Statele Unite Belgiene
În 1789, o serie de reforme politice și religioase pe care împăratul Iosif al II-lea încercă să le impună provoacă o insurecție reacționară. Statele Generale, consiliul provinciilor Țărilor de Jos, încetează să recunoască autoritatea împăratului. În urma bătăliei de la Turnhout din 24 octombrie 1789 armata imperială se dezintegrează iar în 11 ianuarie 1790 entitățile diferite ale Țărilor de Jos Austriece, ce își declaraseră independența, formează confederația Statelor Unite Belgiene. Discordia dintre partidele catolice și partidele liberale jenează formarea unei armate, astfel că trupele austriece nu întâmpină dificultăți majore în restabilirea autorității austriece în luna octombrie a aceluiași an.

### Perioada Franceză

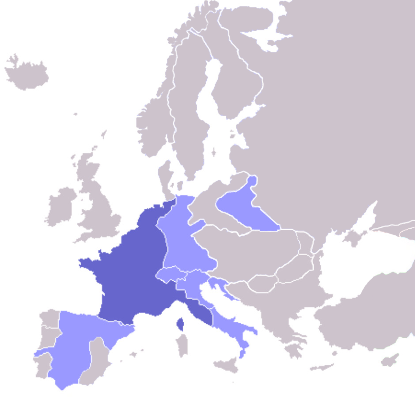
Primul Imperiu Francez (1811).

În 1792, Principatul Liège, la cererea revoluționarilor refugiați la Paris, împreună cu Țările de Jos de Sud sunt eliberate de către trupele Revoluției Franceze în urma Bătăliei de la Jemmapes. Armata franceză este primită ca eliberatoare de către populație, care a avut de suferit în urma înnăbușirilor revoluțiilor barbasone și din Liege. Un referendum este organizat, referendum ce acceptă unirea teritoriilor cu Franța. Totuși acesta este marcat de un absenteism ridicat.
Francezii reorganizează teritoriile sub conducerea lui Louis-Ghislain de Bouteville du Metz care, pentru a permite refacerea finanțelor noii republici franceze, supune teritoriile la un regim fiscal dur. În martie 1793, armata franceză este învisă în bătălia de la Neerwinden: teritoriile fiind reocupate de către austrieci, cu acordul populației. Această restaurare este de scurtă durată, în urma Bătăliei de la Fleurus din 26 iunie 1794, trupele republicane înlătură definitiv regimul austriac..
Statele belgiene devin astfel parte a Republicii Franceze începând cu data de 1 octombrie 1795. Principatul Liège este abolit definitiv prin incorporarea acestuia în departamentele Ourthe, Meuse-Inférieure și Sambre-et-Meuse, abolire consfințită prin concordatul dintre Bonaparte și Papa Pius al VII-lea în 1801. Întregul teritoriu este organizat sistematic, încet încet statul francez, devenit între timp Imperiu incorporează toate teritoriile Țărilor de Jos, inclusiv cele ale efemerei Republici Batave.
În timpul perioadei franceze, regiunile miniere din sudul Belgiei cunosc o Revoluție Industrială datorită nevoilor miniere ale statului francez. Această regiune devine foarte repede una dintre cele mai industrializate regiuni din Europa. O serie de reforme instituționale progresive sunt de asemenea implementate: administrația, justiția, impozitele, iar Codul Napoleonian este impus.
Totuși Războaiele Napoleoniene aduc suferințe noi populației, doar din actuala Provincie Liège 6% din populație moare pe câmpurile de bătălie. Conscripția obligatorie produce numeroase revolte, în special în regiunea flamandă, care este în plus supusă la utilizarea obligatorie a limbii franceze care este singura limbă permisă începând cu anul 1793.
Perioada franceză ia sfârșit în 1815 în urma înfrângerii lui Napoléon la Waterloo, desfășurată pe un câmp de la sud de Bruxelles, în apropierea comunei omonime.

### Perioada Olandeză
Informații suplimentare: Regatul Unit al Țărilor de Jos

Regatul Unit al Țărilor de Jos.

La Congresul de la Viena din 1815, cele trei mari puteri învingătoare din Războaiele Napoleoniene partajează Europa fără a ține cont de sentimentele naționaliste crescânde și fără a consulta populațiile. Astfel, teritoriile actualelor state Olanda, Belgia și Luxemburg formează un stat tampon în nordul Franței, stat numit Regatul Unit al Țărilor de Jos, o monarhie condusă de Wilhelm I de Orange. Pe data de 18 iulie 1815 regele publică o constituție ce prevede fuziuea celor două state. ïn nord, Statele Generale, acceptă constituția în unanimitate. În sud, propunerea este supusă votului a 1603 notabili belgieni. Dinter aceștia 527 votează pentru și 796 votează împotrivă (dintre care 126 din motive religioase). La numărarea voturilor, cele 280 voturi absente sunt considerate pentru. Același lucru se petrece și cu voturile împotrivă pe considerente religioase, astfel că constituția este acceptată cu 933 voturi pentru și 670 voturi contra.
Populația asistă la refacerea Țărilor de Jos de dinainte de 1581, sub forma unui stat protestant, dar udul este puternic opus olandezilor. Primul antagonism este de ordin religios: cei 3,5 milioane de catolici din sud sunt integrați într-un stat condus de 2 milioane de protestanți situați în nord. Declararea libertății religioase este considerată o amenințare de către clerul catolic care se organizează sub forma unei opoziții conduse de episcopul de Gent. Al doilea antagonism este de ordin economic: zonele industriale din sud nu mai au acces la piața franceză și trebuie să facă față concurenței cu Anglia a cărei industrie era mult mai avansată. În plus susținerea din partea regelui a dezvoltării economice a nordului în defavoarea sudului, care a mers până a a frâna dezvoltarea portului Anvers în defavoarea porturilor din nord, a dus la cristalizarea unei opoziții liberale.
Tendințele autoritare ale regimului vis-a-vis de libertățile presei și ale clerului catolic, permite cristalizarea în sudul țării o opoziție catolico-liberală. Această opoziție nu se regăsește în nord, catolicii din nord fiind lipsiți de influență iar liberalii fiind fideli regelui. Acesta nu dorește să facă concesii locuitorilor din sud, deoarece, aceștia fiind majoritari, puteau să ajungă să conducă statul, fapt neacceptat nici de către rege, nici de către populația din nord, care este tot timpul foarte fidelă regelui. Astfel revolta belgienilor este inevitabilă, elementul declanșator fiind al doilea val de revoluții din Europa, din anul 1830. Burghezia ia putere în august 1830 și, susținută de toate păturile sociale, declanșează o mișcare de independență față de regimul unui suveran absolutism străin.
În această perioadă, chestiunea lingvistică nu era preponderentă. Cu toate că limba oficială era limba neerlandeză, populația valonă nu se simțea amenințată de către un rege francofon și era susținută de o puternică burghezie francofonă. În schimb limbile locale (în special limba germană în Luxemburg) nu sunt deloc protejate. Probleme și acuzații serioase legate de impunerea olandezei ca unică limbă nu apar decât în 1829, cu puțin timp înainte de destrămarea statului.

### Revoluția din 1830 și independența
Informații suplimentare: Revoluția Belgiană

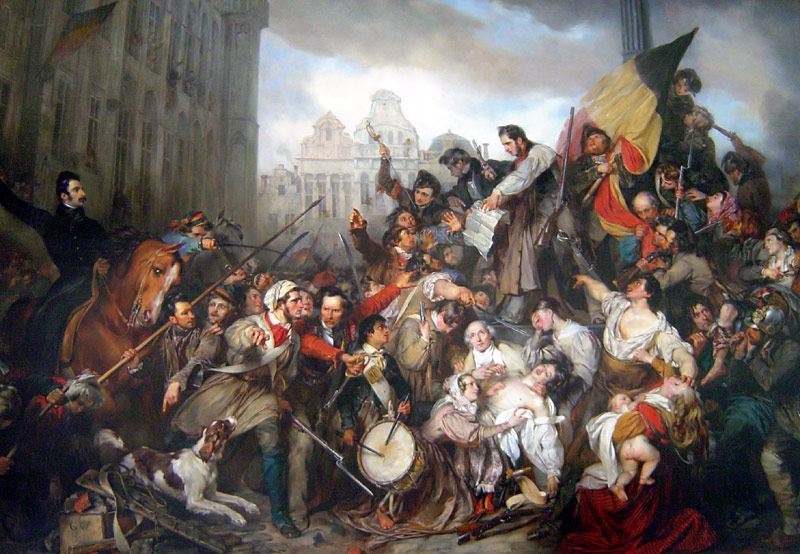
Episodul zilelor din septembie 1830 desfășurate în Piața Mare din Bruxelles (1835)

Pe data de 25 august 1830, puțin timp după Revoluția din Iulie din Franța, în orașul Bruxelles are loc o răscoală populară. Mișcările sociale se propagă în sudul țării iar pe data de 27 septembrie trupele guvernamentale evacuează majoritatea provinciilor din sud cu excepția citadelelor Anvers, Maastricht și Luxemburg. De pe 25 septembrie un guvern provizoriu este format iar acesta elaborează o Constituție. Aceata caută un nou rege, dar  Ducele de Nemours, fiul lui Ludovic-Filip refuză. O uniune personală sub conducerea regelui Olandei este momentan propusă, dar propunerea este refuzată de către guvern.

## Belgia între 1830 și 1914

### Un stat în formare
Pe data de 4 octombrie 1830, guvernul provizoriu declară independența, iar pe data de 3 noiembrie au loc alegeri pentru un Congres național, care adoptă constituția pe data de 7 februarie 1831. Deoarece majoritatea celor 300.000 membri ai colegiului electoral care a ales Congresul provin din burghezie, precum și datorită sentimentelor anti-olandeze și a convingerii că francofonii erau majoritari în noul stat, limba franceză este declarată singura limbă oficială.
Pe data de 4 noiembrie 1830 la Londra se deschide o conferință despre viitorul Belgiei. Marile puteri recunosc independența Belgiei pe data de 20 ianuarie 1831. Noul stat devine un regat iar tronul este oferit lui Leopold de Saxe-Coburg-Gotha (un unchi al Regina Victoria) care devine Leopold I al Belgiei, primul Rege al Belgienilor pe data de 21 iulie 1831. Noul stat este declarat neutru.
Inițial noul stat deținea și teritoriul actualului Mare Ducat de Luxemburg și provincia olandeză Limburg. În 1839 Țările de Jos recunosc noul stat belgian iar la Londra este semnat un nou tratat ce delimitează frontiera dintre cele două state. Statul Belgian pierde cele două regiuni în favoarea Olandei, dar reușește obținerea reducerii părții sale din datoria publică a Regatului Unit al Țărilor de Jos. Cu toate că tratatul prevedea și libera circulație pe râul Escaut și astfel accesul la mare al portului Anvers, Olanda nu își respectă obligațiile decât în 1863. Frontierele actuale ale Belgiei au fost fixate în 1919 prin Tratatul de la Versailles care acorda Belgiei Cantoanele din Est.

### Revoluția Industrială
În secolul al XIX-lea, datorită rezervelor importante de cărbune și fier, Belgia cunoaște o revoluție Industrială, devenind pentru o perioadă cea de a doua putere industrială mondială în urma Angliei. Esențialul puterii industriale se găsea în Valonia, unde exista deja o tradiție a prelucrării fierului. Regiunea devine astfel cel de al doilea producător mondial de oțel și cărbune.

### Imperiul Colonial

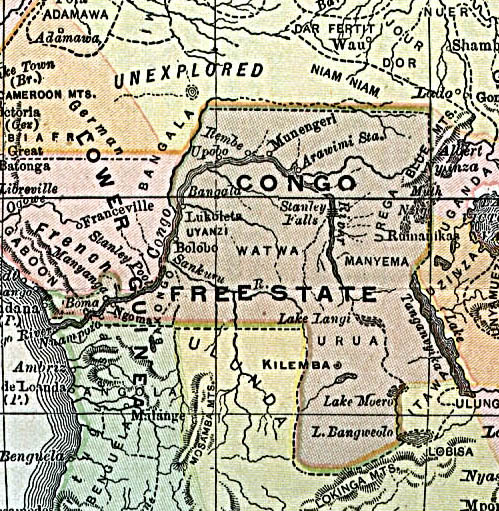
Statul Independent Congo, posesie personală a lui Leopold al II-lea.

Regele Leopold al II-lea ce îi succedează tatălui său în 1865, primește în 1885 cu titlu privat Statul Independent Congo cu scopul de a asigura o colonie pentru Belgia. Acest teritoriu este actualul stat Republica Democratică Congo care devine domeniul personal al regelui. Acesta îl cedează statului belgian doar în 1908 ca urmare a presiunilor internaționale.
Exploatarea bogățiilor Congo-ului sunt atribuite unor agenți ai statului independent sau unor concesionari deveniți între timp celebrii datorită crudității regimului acestora. Indigenii sunt supuși unui regim de muncă forțată și de teroare. Numărul victimelor regimului este actualmente dificil de estimat, estimațiile variează între 6 și 10 milioane persoane.
În 1908, datorită presiunilor internaționale, statul belgian primește colonia Congo. Deoarece constituția belgiană interzice cheltuiala de sume în colonii, toate investițiie se realizează fie din fonduri private fie din fonduri proprii ale coloniei. Cu toate acestea Belgia dezvoltă semnificativ Congo-ul, care devine un important producător agricol și minier. Din nefericire populația loală nu beneficiează de dezvoltarea economiei, salariile sunt derizorii iar investițiile sociale foarte limitate.
Coexistența dintre indigeni și albi nu este susținută de o politică oficială de apartheid asemănător celui din Africa de Sud, dar este o existență în care cele două comunități duc existențe separate. Numeroase critici se ridică contra acestui sistem, dar în Belgia propaganda colonială are un ton foarte paternalist, ce glorifică misiunea de civilizare desfășurată de statul belgian.

## Belgia între 1914 și 1945

### Primul Război Mondial

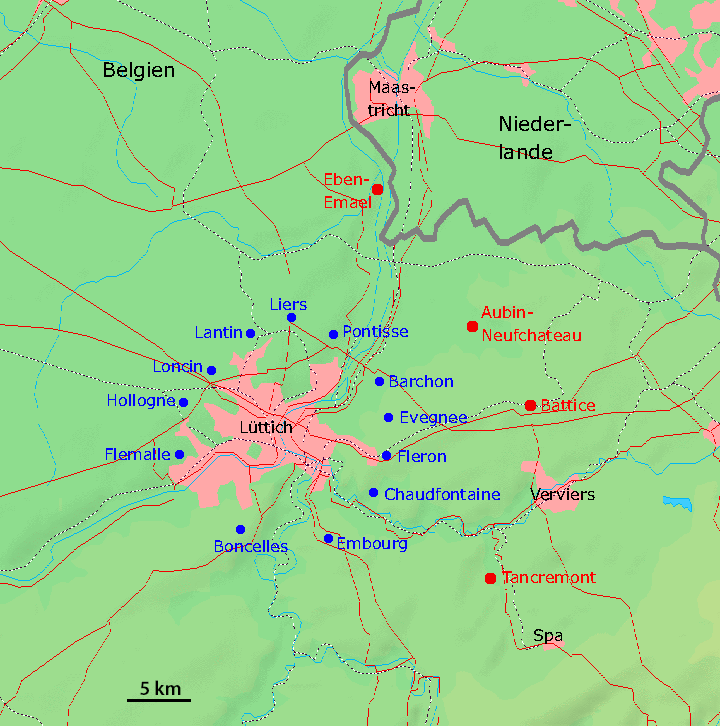
Harta centurii de fortificație a Liège-ului.

În 1914, Germania, aflată în război contra Franței invadează Belgia pentru a ocolii armata franceză prin nord. Violarea neutralității Belgiei provoacă intrarea în război a Regatului Unit. În ciuda așteptărilor strategilor germani, rezistența armatei belgiene este puternică, pentru o perioadă armata germană fiint chiar nevoită să reculeze. Armatei germane i-au trebuit 15 zile pentru a cucerii forturile de apărare a orașului Liège. Armata belgiană sb comanda regelui Albert I se retrage dar continuă să lupte iar uneori chiar contra-atacă. Această rezistență neprevăzută contracarează puternic planurile germanilor care duce la o serie de atrocități din august-septembrie 1914.
În cele din urmă țara este ocupată în întregime pe durata întregului război, cu excepția liniei de front de pe râul Yser. Guvernul se refugiează la Sainte-Adresse, la periferia orașului Le Havre. În această perioadă în Congo, armata colonială reușește să obțină victorii importante, împreună cu aliații francezi și englezi, în luptele din coloniile germane din Camerun și din Africa Orientală. La sfârșitul războiului Belgia obține, din partea Ligii Națiunilor, tutela vechilor colonii germane Rwanda și Burundi.

### Perioada Interbelică
Refuzul Germaniei de a plătii reparațiile de război cuvenite Belgiei a avut un efect semnificativ asupra refacerii economiei distruse de război. Marea criză economică din anii 1930 afectează puternic economia Belgiană considerată una dintre cele mai dezvoltate din punct de vedere economic. Din punct de vedere politic, după o perioadă de alianță cu Franța, Belgia redevine stat neutru, odată cu ajungerea la putere a mișcării naziste în Germania.
Perioada interbelică este marcată de renașterea naționalismului flamand. Acesta nu este balansat de o memorie națională belgiană. Pentru flamanzi memoria războiului este una inumană datorită comportamentului ofițerilor francofoni. Divizarea armatei în regimente valone și regimente flamande, precum și o politică de neutralitate au făcut ca Belgia, cu toate că dispunea de o armată de două ori mai mare decât în 1914, să nu poată face față unei noi invazii germane.
Din punct de vedere cultural, în perioada interbelică se dezvoltă mișcările expresioniste flamande și suprarealiste. De asemenea benzile desenate devin foarte populare, numeroși artiști belgieni devenind desenatori faimoși de benzi desenate, ceea ce a dus la o cultură aparte a acestora în Belgia.

### Al Doilea Război Mondial
În 1940, Belgia este din nou ocupată, de această dată de către trupele Germaniei Naziste. După ce a desfășurat lupte de rezistență, uneori considerate ca disperate, după 18 zile, regele Leopold al III-lea decide să capituleze, în ciuda opoziției guvernului refugiat la Londra. Decizia regelui este considerată de o parte a opiniei publice drept o trădare, în timp ce alții au salutat voința regelui de a se solidariza cu trupele capturate de către ocupant. Regele rămâne în Belgia ca prizonier de război, în timp ce marea majoritate a armatei belgiene este dusă în captivitate. Faptul că majoritatea prizonierilor flamanzi au fost eliberați imediat, în timp ce soldații valoni au rămas prizonieri până la sfârșitul războiului a generat tensiuni intracomunitare la sfârșitul războiului.
Acțiunile regelui din perioada războiului au fost contestate puternic. Acesta, cu toate că nu își exersa funcțiile oficiale, s-a întâlnit cu cancelarul Adolf Hitler la sfârșitul lui 1940 și a păstrat legături cu administrația instalată de ocupantul german. Mișcarea belgiană de extremă dreapta facistă, Rexismul, își pierde din suport în partea valonă dar mișcarea flamandă Uniunea Națională Flamandă câștigă suport. Colaborarea militară este prezentă dub forma a două divizii Waffen SS, una valonă și una flamandă care combat pe Frontul de Est. Din punct de vedere al sabotajelor efectuate, rezistența în partea valonă pare să fie mai puternică, dar aceasta este datorată și infrastructurii economice mai dezvoltate aici. De asemenea ideologia politică conservatoare și influențată de naționalismul local din Flandra face ca populația acesteia să fie mai puțin dornică de luptă contra germanilor decât în partea valonă. Aceasta, colaborată cu eliberarea prizonierilor flamanzi, face ca starea de spirit în timpul războiului să fie complet diferită în cele două părți ale țării.
Este de notat faptul că Congo-ul Belgian a susținut trupele aliate pe parcursul războiului, furnizându-le acestora numeroase materii prime, printre care Uraniul utilizat pentru bombele de la Hiroșima și Nagasaki.

## Belgia din 1945

### Rolul european și internațional
Încă de dinaintea sfârșitului războiului, guvernul belgian în exil semnează un acord de cooperare economică cu vecinii Olandezi și Luxemburghezi, ceea ce a dus la formarea uniunii economice Benelux în 1944.
La sfârșitul războiului, traumatizată de cele două ocupații din ultimele războaie, Belgia este unul dintre promotorii cei mai fervenți ai securității colective în cadrul parteneriatului atlantic, ce a dus la formarea Organizației Tratatului Atlanticului de Nord a cărui membru este din 1949. Din 1966 în urma retragerii Franței din structurile de comandă comune, sediul OTAN este situat la Bruxelles.
În 1952 Belgia este unul dintre membrii fondatori ai Comunității Europene a Cărbunelui și Oțelului iar în 1957 în urma semnării Tratatului de la Roma Belgia este unul dintre membrii fondatori ai Comunității Economice Europene, precursorul Uniunii Europene. Bruxelles este una dintre cele trei capitale ale acesteia, orașul găzduind majoritatea instituțiilor principale.

### Chestiunea Regală
Disputa asupra conduitei regelui Leopold al III-lea în timpul războiului a cauzat o polemică intensă și a cauzat chiar mișcări sociale de protest. În 1950, este organizat un referendum pe chestiunea revenirii regelui. În Flandra cotul a fost șajoritar în favoarea întoarcerii acestuia, dar în Valonia majoritatea s-a ronunțat împotrivă. Cu toate că la nivel național voturile pentru au fost majoritare, decizia regelui de a reveni a provocat numeroase incidente insurecționale în Valonia ceea ce face ca regele să abdice în favoare fiului său Badouin I în 1951. Cu toate că această acțiune a permis revenirea la o situație politică normală, chestiunea regală a însemnat ruptura definitivă a curentului unitarist în politica belgiană.

### Independența Congo-ului
După patru ani de efervescență naționalistă și în urma revoltei din 4 ianuarie 1959 guvernul Belgian fixează data de 30 iunie 1960 ca datăde acordare a independenței Congo-ului. Partidele puternic anticoloniale câștigă alegerile legislative și prezidențiale organizate, Joseph Kasa-Vubu fiind ales președinte iar Patrice Lumumba devine prim ministru. Pe data de  30 iunie 1960, colonia Congo devine independentă după doar 6 luni de pregătire. În criza politică ce a urmat acestei date, criză care a durat timp de 5 ani, Belgia, pentru a-și păstra interesele economice, a jucat un rol important, dar în același timp ambiguu, care a dus la asasinarea lui Lușușba și la instaurarea regimului autoritar al lui Mobutu Sese Seko. Regimul corupt al acestuia va plonja Congo-ul, rebotezat Zair, într-o mizerie economică și un război civil.

### Evoluția Economică
La sfârșitul războiului, politicile economice Keynesiene au fost deosebit de influente în Belgia. Anularea datoriei publice a permis derularea a numeroase proiecte de dezvoltare a infrastructurii, aceasta fiind perioada în care autostrăzile belgiene au fost construite. Datorită distrugerilor mai importante ale războiului și a caracterului agrar mai pronunțat Flandra a beneficiat mai mult de pe urma Planului Marshall și a ajutoarelor predecesorilor Uniunii Europene. Anii 60 și 70 au marcat o schimbare a situației economice. Flandra devine treptat regiunea cea mai productivă din punct de vedere economic în timp ce Valonia este cuprinsă de o criză economică datorită deindustrializării regiunilor dominate de industria grea. Cauzele acestui declin sunt de asemenea și un sindicalism puternic și caracterul intervenționist puternic al autorităților publice.
La începutul anilor 1980 țara a trecut printr-o perioadă dificilă datorită deteriorării performanțelor ecnomice și a reformelor economice neglijate. Un program de impulsionare a creșterii economice prin încurajarea exporturilor a dus la creșteri economice importante pe parcursul anilor 80. Cu toate acestea datoria publică s-a ridicat la cote alarmante, atingând 130% din PIB în 1992. O serie de politici economice de reduceri drastice a cheltuielolor au dus la reducerea importantă a acesteia, lucru ce a permis accesul Belgiei la Zona Euro în 2001.

### Federalism
Informații suplimentare: Subdiviziunile Belgiei

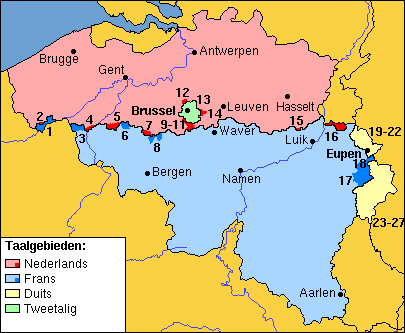
Cele patru regiuni lingvistice și comunele cu facilități.

Sub presiunile comune ale mișcările flamande și valone, Belgia evoluează treptat spre un stat din ce în ce mai federalizat. Centrul puterii politice se deplasează treptat spre Flandra care a constituit totdeauna majoritatea populației. În 1962 o serie de frontiere lingvistice sunt definite, iar partidele naționale se separă de- alungul acetor frontiere. Din 1963 țara este divizată în 4 regiuni lingvistice: una olandeză, una franceză, una germană și regiunea orașului Bruxelles bilingvă. În 1968 o serie de "războaie lingvistice" ajung la apogeu odată cu împărțirea Universității Catolice din Louvain în Katholieke Universiteit Leuven și  Université catholique de Louvain.
O serie de reforșe instituționale sunt efectuate, acestea transformând statul unitar într-o federație. Constituția este rectificată în 1993 pentru a adăuga noile structuri ale statului federal. Acesta este rganizat sub forma a trei regiuni și trei comunități: Flandra, Valonia și Regiunea Capitalei Bruxelles respectiv Comunitatea flamandă din Belgia, Comunitatea franceză din Belgia și Comunitatea germanofonă din Belgia.